# Gare de Tōbu-Nikkō
La gare de Tōbu-Nikkō (東武日光駅, Tōbu-Nikkō-eki) est une gare ferroviaire terminus de la ville de Nikkō, dans la préfecture de Tochigi au Japon. Elle est exploitée par la compagnie Tōbu.

## Situation ferroviaire
La gare de Tōbu-Nikkō est située au point kilométrique (PK) 94,5 de la ligne Tōbu Nikkō, terminus de la ligne.

## Histoire
La gare a été inaugurée le 1er octobre 1929.

## Services aux voyageurs

### Accès et accueil
La gare dispose d'un bâtiment voyageurs, avec guichet, ouvert tous les jours.

### Desserte
- Ligne Tōbu Nikkō :
  - voies 1 et 2, 4, 5 et 6 : direction Shin-Tochigi, Tōbu-dōbutsu-kōen, Kita-Senju et Asakusa. Services Nikkō vers Shinjuku.

### Intermodalité
La gare de Nikkō (ligne Nikkō) est situé à proximité immédiate de la gare.